# Mukri raba
Mukri raba är en mosse i Estland. Den ligger i Kehtna kommun i den sydöstra delen av landskapet Raplamaa, nära gränsen till Järvamaa och Pärnumaa, strax öster om småköpingen Eidapere och 40 km söder om huvudstaden Tallinn. Den sammanhänger med sumpmarken Ellamaa raba i sydväst.